# Рики Боби: Легенда брзине
Рики Боби: Легенда брзине (енгл. Talladega Nights: The Ballad of Ricky Bobby) америчка је комедија из 2006. режисера Адама Макаја. Макај је сценарио за филм написао са глумцем Вилом Ферелом који тумачи улогу Рикија Бобија.

## Радња
Возач НАСЦАР тркаћих аутомобила Рики Боби (Вил Ферел) остаје на врху захваљујући удруживању са својим најбољим пријатељем и саиграчем, Калом Нотоном млађим (Џон Си Рајли). Али када француски возач Формуле 1, Жан Жирард (Саша Барон Коен) изазове Бобија, он мора да докаже своју супериорност борећи се не само против најопаснијег ривала, већ и против себе.

## Улоге
| Глумац             | Улога           |
| ------------------ | --------------- |
| Вил Ферел          | Рики Боби       |
| Џон Си Рајли       | Кал Натон       |
| Саша Барон Коен    | Жан Жирар       |
| Мајкл Кларк Данкан | Лушус Вошингтон |
| Лесли Биб          | Карли Боби      |
| Гари Кол           | Рис Боби        |
| Џејн Линч          | Луси Боби       |
| Ејми Адамс         | Сузан           |